# 出町柳車站
35°1′49.85″N 135°46′23.87″E / 35.0305139°N 135.7732972°E
出町柳車站（日语：／ Demachiyanagi eki */?）是位於日本京都府京都市左京區叡山電鐵、京阪電氣鐵道的車站。
現在一般都將鴨川左岸（東側）的本站周邊地名固定稱為「出町柳」，但此站名原為結合兩個舊地名出町和柳（柳之辻）而創造出來的。出町是鴨川右岸（西側）的河原町今出川附近的舊地名，柳是鴨川左岸（東側）的本站周邊的舊地名。

## 車站結構
車站建築位於1993年（平成5年）6月24日竣工的「京阪出町柳大樓」，整棟出租給叡山電鐵，其公司本部也位在此大樓內。為地上的叡山電鐵車站和通往地下的京阪電氣鐵道車站的主要出入口合為一體的結構。
車站設施包括了地上一樓的叡山電鐵的月台及相關設施、京阪的入口、公車總站、地下一樓的京阪的車站大廳、地下二樓的京阪的月台。

### 叡山電鐵
本站為擁有港灣式月台4面3線的地面車站。閘門集中在一處，配有站務員，且設置有自動售票機。車站建築（京阪出町柳大樓）的二樓部份有TSUTAYA出町柳車站店。在此之前則是叡山電鐵本社、叡山電鐵經營的加盟連鎖，當時的店名為「叡電出町柳店」一樓面對京都巴士總站的一側有儂特利，在以前的店面結構則為從站內一號月台側也可以利用。在2009年12月下旬，由於車站改建工程，車站月台和閘門之間的牆壁成了玻璃牆，因此從閘門外面也可以看到電車。
京阪的車站的主要出入口位在叡電的閘門前，除了設有上下雙向電扶梯之外，在靠近西南側角落有電梯。從站前的道路到站內是相當平緩的斜面，再往前到月台之間則為平面，輪椅等的利用相當方便。
本車站在最初為佛堂的樣式，是有歷史的建築物。雖然被京阪鴨東線開通時建設的新車站所遮隱住，從外面無法看到，但從月台側的前端可以看到舊車站的樣貌。
1號線月台只能停靠單節車廂，2、3號線月台則能停靠兩節車廂編成的列車。1號線曾經有兩節車廂長，但由於往八瀬比叡山口的列車幾乎都成了單節車廂的列車，因此其中一節的長度被填了起來當作通道。另外，1號線的乘車月台再往前則繼續延伸，成了和廁所之間的通道。除此之外，月台的遮蓬並沒有整備完全，兩節車廂列車停靠時，第二節車廂會突出到遮蓬之外。
舉行鞍馬的火祭時，由於鐵道的運量和鞍馬村落容量的限制，車站會施行入站的限制。因此，排隊的隊伍會一直延伸到京阪出柳町車站地下的樓梯的地方。

#### 月台配置
| 月台 | 路線               | 目的地             |
| ---- | ------------------ | ------------------ |
| 1    | 叡山本線           | 八瀨比叡山口方向   |
| ※    | （1、2號下車月台） | （1、2號下車月台） |
| 2、3 | 鞍馬線直通         | 二軒茶屋、鞍馬方向 |
| ※    | （3號下車月台）    | （3號下車月台）    |

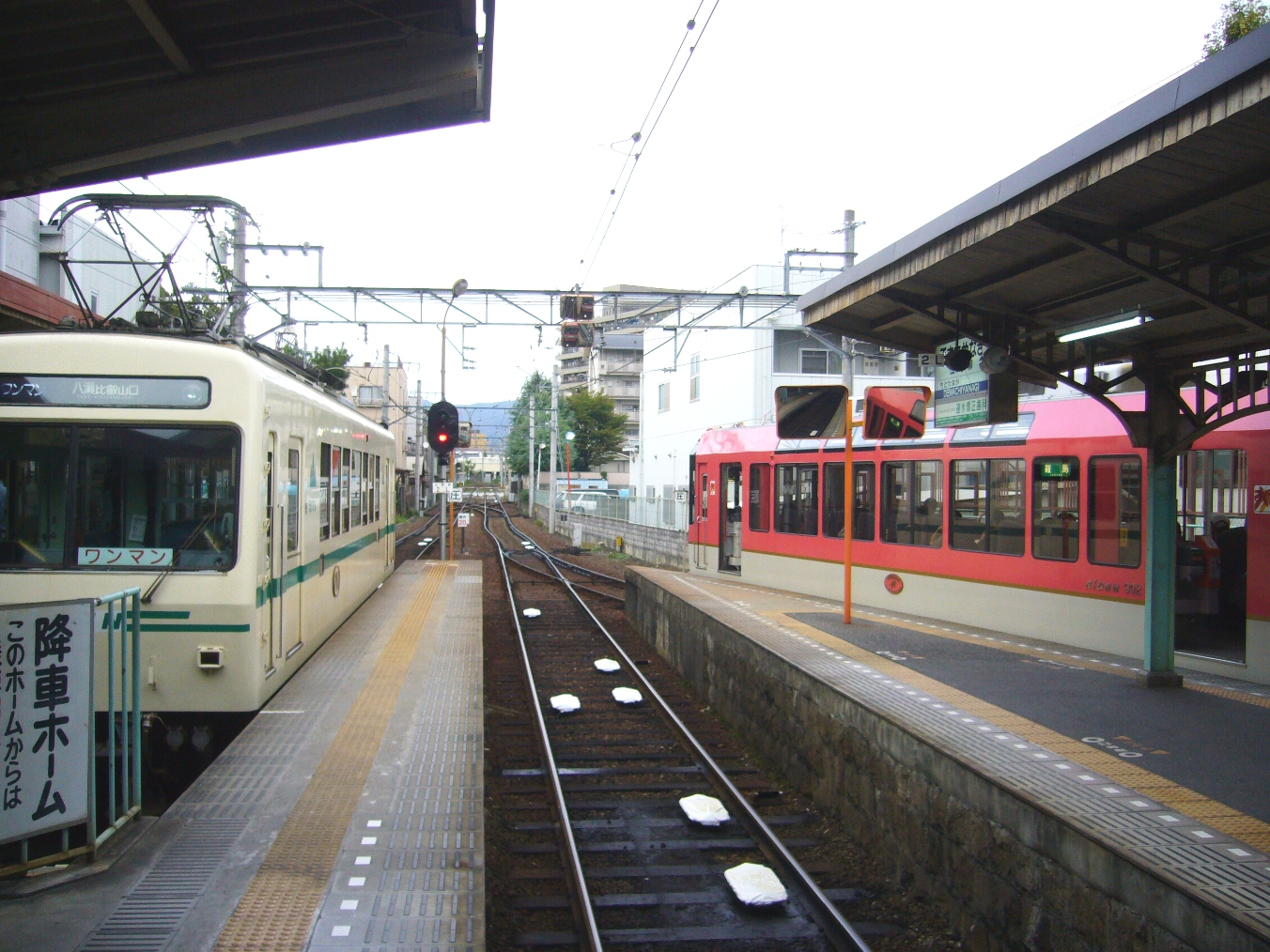
叡山電鐵出町柳車站內。左為往八瀬比叡山口車站，右為往鞍馬車站的「Kirara」。
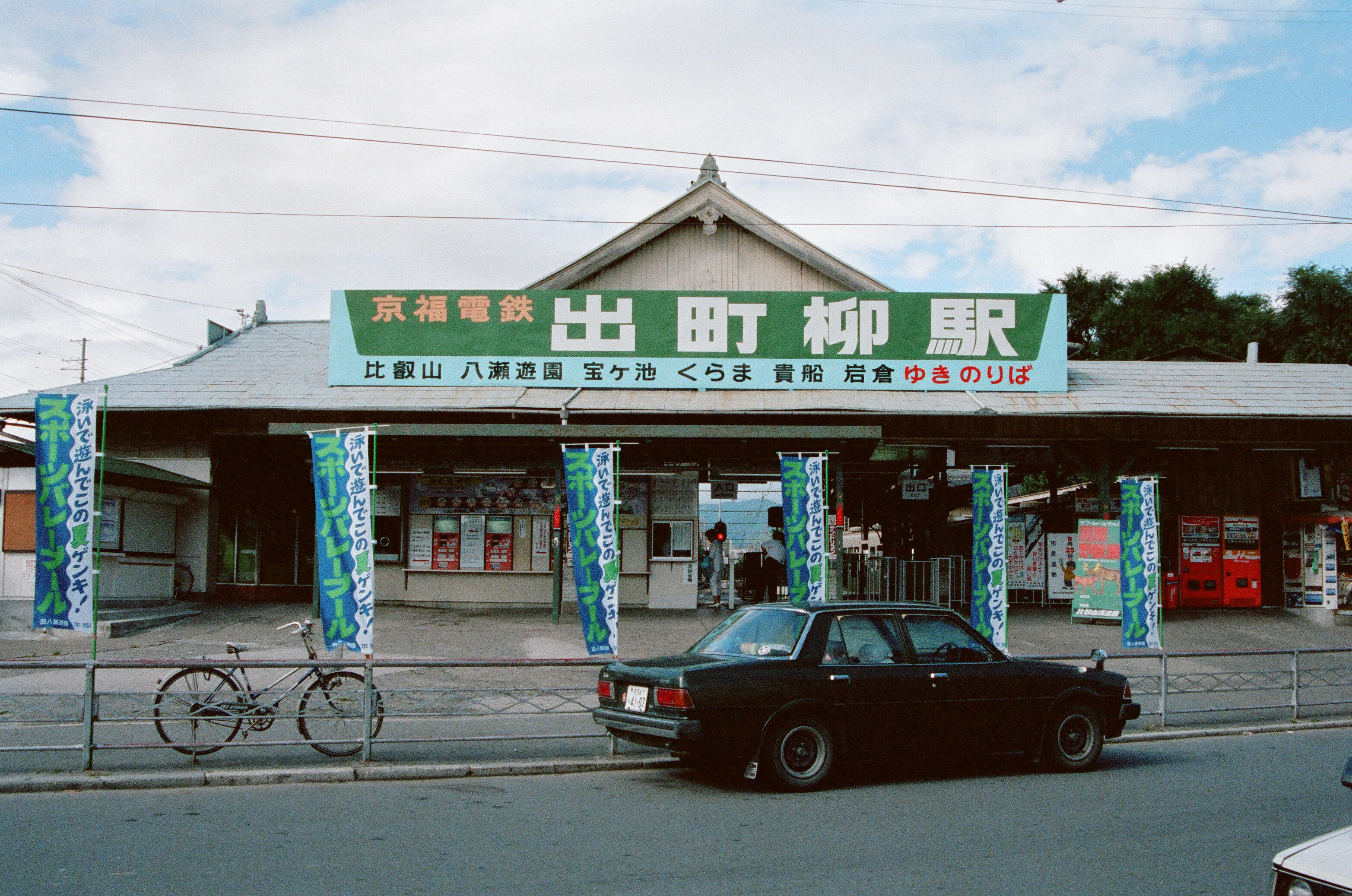
舊叡山線車站建築（京福電氣鐵道時代的1985年）

#### 配線圖
| | 叡山電鐵 出町柳站 構內配線略圖 | → 元田中 |
| 图例 参考文献：以下を参考に作成 * 川島令三、『全国鉄道事情大研究 - 京都・滋賀篇』、119p、 草思社、1992 * 叡山電車 公式ホームページ - 各駅情報 出町柳駅 白線のクロスハッチは降車用プラットホーム |                                |          |

### 京阪電氣鐵道

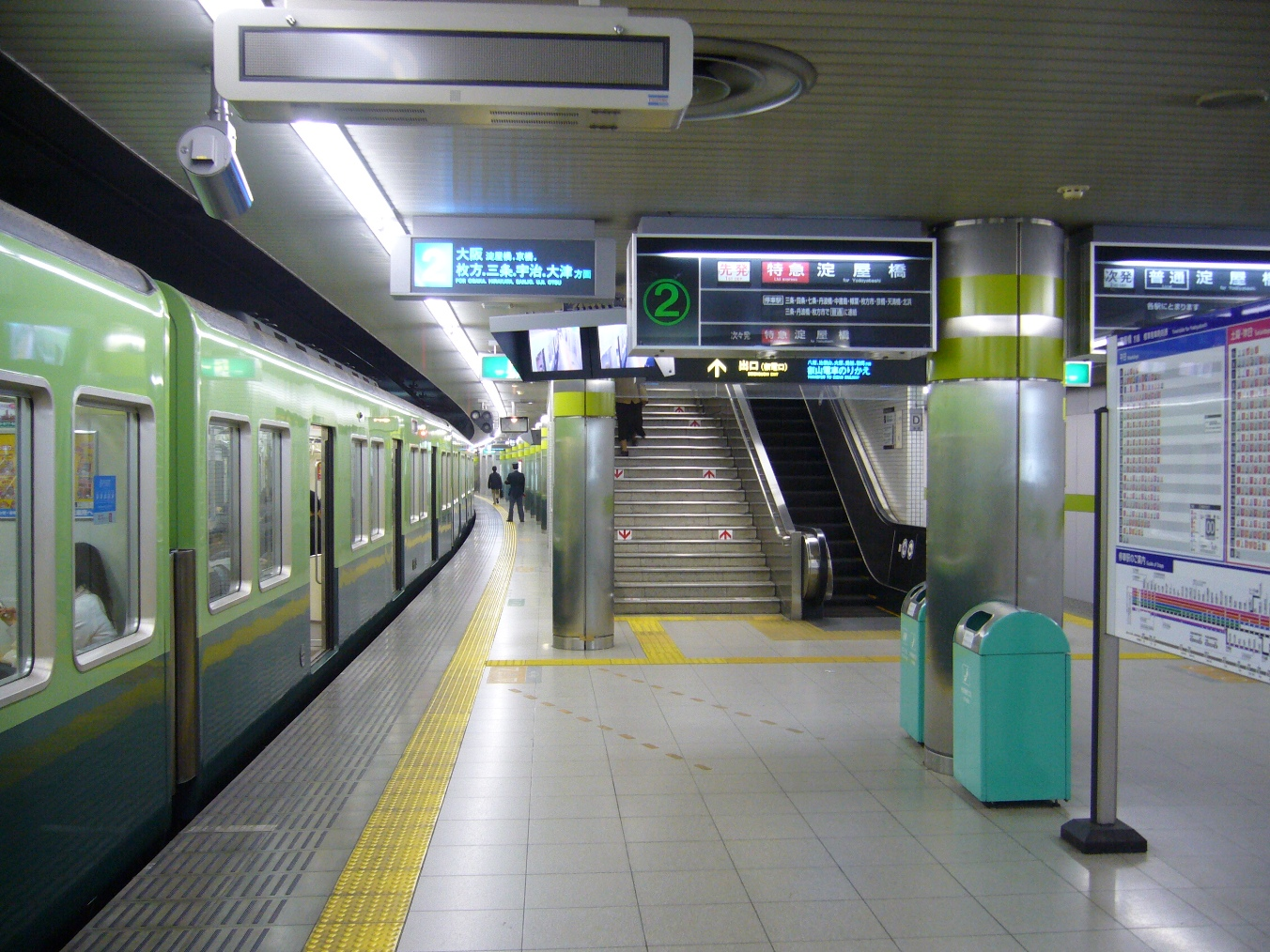
京阪出町柳車站月台（2007/11/07）

擁有島式月台1面2線的地下車站。雖然月台有十節車廂的長度，靠大阪的一側大約有兩節車廂的長度未被使用，和鐵軌之間以牆壁區隔，成了往今出川口的道路。因此今出川出口到月台之間的動線距離較長。
驗票閘門有靠北側的「叡電口」和靠南側的「今出川口」。由於向鴨川排水的雨水用下水道幹線通過今出川通的下方，叡電口側和今出川口側之間，於閘門之外的車站大廳並沒有相連。需從月台或地面上往返兩閘門之間。
叡電口和叡電車站內和其周邊，以及今出川通的北側相連。從叡電車站向下到達車站大廳樓層之後的地點，離閘門還有一小段距離；向下的電扶梯被稱為長型電扶梯，到達地下的平面之後直接成為電動步道，移動至閘門的附近。
今出川口和今出川通南側的出入口相連。靠近往西行經今出川通的公車的站牌。利用時間為7:00至21:00。但是在每年的8月16日晚上，為了因應以車站周邊為主體所舉辦的大文字五山送火的觀眾，會將利用時間延長30分鐘。
今出川通和川端通交叉口的四角的四處出入口之中，南側的兩處和今出川口相連，北側的兩處則和叡電口的閘門大廳相連。
叡山電鐵車站和道路之間幾乎是平面，且從叡電站內到叡電口大廳之間的通路、以及叡電口大廳到月台之間皆設有電梯，可使用輪椅等器材移動。
由於本站為起点車站，在以前會播放特有的發車音樂，如果是特急、K特急的話則是從日本童謠『牛若丸』重新編曲的旋律。於2007年6月17日開始導入由向谷實作曲的發車音樂。K特急發車時則是使用『從出町柳』，但在2008年10月修改班次表之後，特急的設定遭到廢止，因此該音樂也被停用。不過2009年12月的臨時快速特急（往中之島）運行時又再次被使用。
由於是在京都的終端車站，曾經在列車內會以「京都出町柳車站」播報目的地，但在2003年秋天班次表改正以後便不再使用。
車站月台的配色為草綠色。

#### 月台配置
| 月台 | 路線             | 目的地                               |
| ---- | ---------------- | ------------------------------------ |
| 1、2 | 鴨東線、京阪本線 | 中書島、枚方市、淀屋橋、中之島線方向 |

兩個月台都能停靠八節車廂編組列車。■特急通常從2號線發車。本車站往大阪方向擁有一條導引線（引上線），可作調整折返列車等用途。

#### 特急、通勤特急、快速特急的乘車處理
在特急、通勤特急、快速特急之中，裝備有轉換式橫座席（8000系、新3000系）在到達本站前會在較早的位置先停車，等乘客全數下車之後關上門，將轉換式橫座席的方向改變，整理一下車內之後再稍微往前行進，到達原本的停車位置後開門讓乘客上車（但是，回廠空車的折返除外）。這樣做的目的除了將上車和下車時的車門控制分開之外，當車內有乘客時實行轉換式橫座席的自動轉換作業會有危險也是原因之一。另外，只有裝有電視機的車廂（8000系的5號車廂）會為了配合電視的設置方向，而將座椅轉換到和行進方向相反的方向。
除此之外，就算是6000系、7200系、9200系等設置沒有轉換座位方向必要的長椅的列車，為了今上下車乘客分離，也必定會進行停車位置的變更。但若是使用8000系的前往本站的特急在到站之後，要折返乘為往大阪方向的急行的情況下，並不會做如此處理。

#### 紀念物
為了紀念京阪鴨東線的開通，在站內設置有原大谷大學教授下村良之介創作的「翱翔於月光之下（月明を翔く）」、德力復創作的「洛北八景」、京都市立藝術大學教授福島敬恭創作的「Dancing Blue（ダンシング　ブルー）」。

#### 其他
本站是19個列車運行管理系統、ADEC（自立分散式運行管理系統）的號誌處理車站的其中之一，配備有車站操控裝置，從號誌燈或軌道端點的操控到站內的廣播或目的地的表示都被自動化。
為了防災對策，車站設備都被從防災管理盤監控著，萬一發生火災時，防火防煙鐵捲門的控制、排煙機的運轉、為確保逃生路線而開放自動閘門、火災發生顯示器的點燈、向駕駛指令所的通報等皆為自動，且只需一個按紐就可全部啟動。另外為了在地下車站的站內也能使用警察無線電或消防無線電，本站備有無線通信補助設備或防災電話等設施。

## 車站周邊

### 高野川 - 鴨川東側
從地上車站建築前到百萬遍之間的道路及今出川通沿路有少許的商店和小規模事業所，其他則為住宅區。
- 京都大學（吉田校區）
- 京都情报大学院大学
- 百萬遍知恩寺
- 吉田神社
- 京都計算機學院鴨川校
- 京都市左京區總合廳舍
- 京都田中郵便局
- 下鴨警察署
- 京都少年鑑別所
- 精華女子高校、精華女子中學校

### 高野川 - 鴨川西側
從地上車站建築前向西方可渡過橫跨高野川的河合橋和橫跨賀茂川的出町橋。從橋上可立刻看見位於南側高野川和賀茂川匯流點（匯流之後成為「鴨川」）。被北側的兩河川包夾的一帶為自古以來的閒靜的住宅區，下鴨神社等則座落於此。
- 京都家庭裁判所
- 賀茂御祖神社（下鴨神社）
  - 糺之森

渡過兩座橋之後，賀茂川 - 河原町通曾經為京都電氣鐵道（之後的京都市電）出町線的終點所在地（青龍町），被稱為「種屋」「苗屋」。販賣農耕、園藝用品的商店曾排列於寬闊道路的兩側，但進入2000年代之後有多處已結束營業。以前道路的一部份為停車場，現在則建設了「出町地下停車場」，昇降斜坡、停車場使用者用的樓梯及電梯被設在道路的中央部份。稍許南側的河原町今出川交叉路口附近則以銀行、帕青哥屋、餐飲連鎖店為大宗。
河原町通 - 寺町通是排列了各式各樣的商店的「出町商店街」。寺町通的前方為同志社大學及京都御所。
- 同志社大學（今出川校地）
- 同志社女子大學（今出川校區）
- 同志社中學校
- 同志社幼稚園
- 京都御所

### 周邊的道路
- 今出川通
- 川端通
- 河原町通
- 下鴨本通

## 路線公車
京都市營巴士、京都巴士、京阪巴士的路線會經過此站。

### 京都市營巴士
到1989年為止今出川通公車站的站名為『賀茂大橋東詰』、川端通公車站為『叡電前』。
- 今出川通公車站（往東）
  - 3路:百万遍 往 北白川仕伏町（上終町京都造形芸大前）方向
  - 17路:往 銀閣寺、錦林車庫方向
  - 102洛巴士路:往 銀閣寺、錦林車庫 方向
  - 201路:往 祇園、四条烏丸 方向
  - 203路:今出川通 往 銀閣寺道、錦林車庫 方向
- 今出川通公車站（往西）
  - 3路:京都外大 往 松尾橋方向
  - 17路:河原町通 往 京都車站 方向
  - 102洛巴士路:北野天滿宮 往 金閣寺 方向
  - 201路:千本今出川、壬生 方向
  - 203路:往 北野天満宮、西大路四条 方向
- 川端通公車站（往南）
  - 4路:四条河原町 往 京都車站 方向
- 川端通公車站（往北）
  - 1路:佛教大學 往 西賀茂車庫 方向
  - 4路:深泥池 往 上賀茂神社 方向
  - 臨時路:快速 往 佛教大學前 方向

另外，在徒步數分鐘左右的地方有河原町今出川公車站。上述所有路線皆會經過此處，除此之外也可搭乘37路、59路、205路，運行的路線較多。

### 京都巴士
- 公車總站
  - 10路:經由 八瀬繞道、大原 往 朽木學校前 方向
  - 32路:經由 貴船口、鞍馬、花背峠 往 広河原 方向
  - 34路:經由 京都産業大學、市原 往 靜原、城山 方向
  - 35路:經由 京都産業大學 往 市原 方向
  - 急行6路:往 京都産業大學 方向
  - 高野車庫方向
- 川端通公車站（往北）
  - 16、17路:經由 花園橋、八瀬車站 往 大原 方向
  - 21、23路:經由 花園橋、岩倉車站 往 岩倉實相院方向
  - 41、43路:經由 寶池、岩倉車站 往 岩倉村松 方向
  - 高野車庫方向
- 川端通公車站（往南）
  - 16路:經由 川端丸太町、三条京阪 往 四条河原町 方向
  - 17路:經由 川端丸太町、四条河原町、四条烏丸 往 京都車站 方向
  - 21、41路:經由 府立医大病院、河原町丸太町、河原町二条、河原町三条 往 四条河原町 方向
- 今出川通公車站（往東）
  - 51路:往 比叡山頂 方向

- 川端通公車站（往西）
  - 51路:往 京都車站 方向

在1989年京阪鴨東線開通之前，大半路線都會經過三条京阪，有段時期三条京阪 - 出町柳車站之間被稱為「巴士接力」。在當時，若是使用京都巴士在三条京阪 - 出町柳車站之間搭車轉搭叡山電鐵、或是相反的路線，就適用轉乘優惠。有從三条京阪在搭車前於京都巴士詢問處，或從叡山電鐵在出町柳車站閘門購買優惠車票的方式。但是相對之下和「巴士接力」一樣連結兩車站的京都市營巴士，則不適用此制度。當時連結這兩個車站的全部路線之中，現在京都巴士改為經由鴨東線上的川端通，市營巴士改為經由河原町通。

### 京阪巴士
- 公車總站
  - 關空接送巴士 前往 関西國際機場
- 今出川通公車站（往東）
  - 57路:延暦寺巴士中心 往 比叡山頂 方向
- 今出川通公車站（往西）
  - 57路:三条京阪、四条河原町 往 京都車站 方向

## 歷史
- 1925年（大正14年）9月27日 - 京都電燈的出町柳車站開通。
- 1935年（昭和10年）6月29日 - 車站因「鴨川水害」而淹水、隔天30日早上10點重新開始運作[9]。
- 1942年（昭和17年）3月2日 - 京都電燈將鐵道事業讓渡給京福電氣鐵道。本站成為京福電氣鐵道的車站。
- 1986年（昭和61年）4月1日 - 京福電氣鐵道將鐵道事業讓渡給叡山電鐵。本站成為叡山電鐵的車站。
- 1989年（平成元年）10月5日 - 由於京阪電氣鐵道鴨東線開通，同線的出町柳車站跟著開通。
- 1993年（平成5年）6月24日 - 「京阪出町柳大廈」竣工、叡山電鐵公司本部轉移至大廈內[10]。
- 2006年（平成18年）
  - 3月24日 - 京阪車站內改裝[11]。
  - 3月29日 - 設置「K-ON資訊站」[11]。
- 2007年（平成19年）7月9日 - 因此導入自動定期券發行機，定期券賣場廢止[12]。
- 2010年（平成22年）3月23日 - 叡山電鐵車站的大廳改裝工程竣工。

## 其他
- 若行經路線跼限於經由本站的京阪電氣鐵道和叡山電鐵的兩個首段區間（京阪、神宮丸太町 - 祇園四条間和叡山、元田中 - 修學院間）之內，則普通車資設定有大人20日圓、兒童10日圓的優惠。若要使用這個優惠，必须事先在乘車車站的自動售票機购入連絡乘車券。在叡山電鐵一側，于自動售票機運作時間以外，乘車券則會在本站的閘門處發售。另外，若使用KANSAI THRU PASS，刷卡時會自動计入優惠價格，PiTaPa則因為叡山電鐵尚未通用而無法使用。

- 在京阪線車內的轉乘叡山電鐵指引，於2003年之前，會在廣播公司名稱之前附加上前往方向的解說[來源請求]。

## 相鄰車站
叡山電鐵
 叡山本線（包括直通  鞍馬線列車）
出町柳（E-01）－元田中（E-02）
京阪電氣鐵道
 鴨東線
■快速特急　洛楽、□ライナー、■特急、■通勤快急（只限平日下行）、■快速急行
三條（KH-40）－出町柳（KH-42）
■急行、■通勤準急（只限平日下行）、■準急、■普通
神宮丸太町（KH-41）－出町柳（KH-42）

## 註解
1. ↑  沒有發售月台票，如果目的僅為進入閘門之內，必需購買價格最低的基本車票。
2. ↑  近畿運輸局・平成19年度業務監査實施結果及針對監査所見的回答・叡山電鉄

http://wwwtb.mlit.go.jp/kinki/koutsu/tetsudo/19_2kansa.eizan.pdfPDF（日語）
3. 1 2  京阪電氣鐵道鴨東線的概要　京阪電氣鐵道總務部廣報課　鐵道畫刊520號（1989年12月號）
4. ↑  指座位方向和行進方向平行，椅背可前後移動，180度改變座位方向的座椅。
5. ↑  設於列車兩旁，座位方向和行進方向垂直的座椅。
6. ↑  原出處：放在車站的廣報誌「日常生活之中的京阪」1995年1月號、同年3月號的『為車站添增色彩的紀念物』
7. ↑  原出處：「鐵道畫刊」2009年8月増刊號『<特集>京阪電氣鐵道』的76-78頁的「列車運行管理系統」
8. ↑  原出處：「鐵道畫刊」1991年12月増刊號『<特集>京阪電氣鐵道』的45頁
9. ↑  出處：『京都的治水和昭和大水害』（文理閣刊）156頁
10. ↑  出處：京阪開業90周年記念誌「連繫街道 連結人心」143頁
11. 1 2  出處：京阪電氣鐵道開業100周年記念誌「京阪百年的步程」（2011年3月24日刊）資料編143頁
12. ↑  出處：『京阪百年的步程』539頁「車站設施的改良」

## 外部連結
- - 出町柳 - 京阪電氣鐵道
  - 出町柳站 （页面存档备份，存于） - 叡山電鐵